# المعالمه لج الحالب (أسلم)

تعديل مصدري - تعديل

المعالمه لج الحالب هي إحدى قرى عزلة أسلم اليمن بمديرية أسلم التابعة لمحافظة حجة، بلغ تعداد سكانها 51 نسمة حسب تعداد اليمن لعام 2004.